# جوبیتو
جوبیتو یک شهرک در جیبوتی است که در منطقه علی صبیح واقع شده‌است.

## خصوصیات
جوبیتو ۱٬۴۰۰ نفر جمعیت دارد و ۳۴۳ متر بالاتر از سطح دریا واقع شده‌است.